# مونگون-تایگا
مونگون-تایگا (به لاتین: Mongun-Taiga) یک کوه در روسیه است که در تووا واقع شده‌است. مونگون-تایگا ۳٬۹۷۰ متر بالاتر از سطح دریا واقع شده‌است.